# NRJ 12
NRJ 12 est une chaîne de télévision généraliste française commerciale privée ayant émis du 31 mars 2005 au 28 février 2025. Propriété de la société NRJ Group, la chaîne s'adresse principalement au public de la télévision numérique terrestre en France et est aussi retransmise sur le satellite, le câble et l'IPTV.
En juillet 2024, son autorisation d’émettre sur la TNT n'est pas renouvelée par l’Arcom et les différents recours de la chaîne sont rejetés, notamment par le Conseil d'État. La chaîne décide de cesser sa télédiffusion le 28 février 2025 à minuit sur tous les réseaux.

## Histoire de la chaîne

### Création

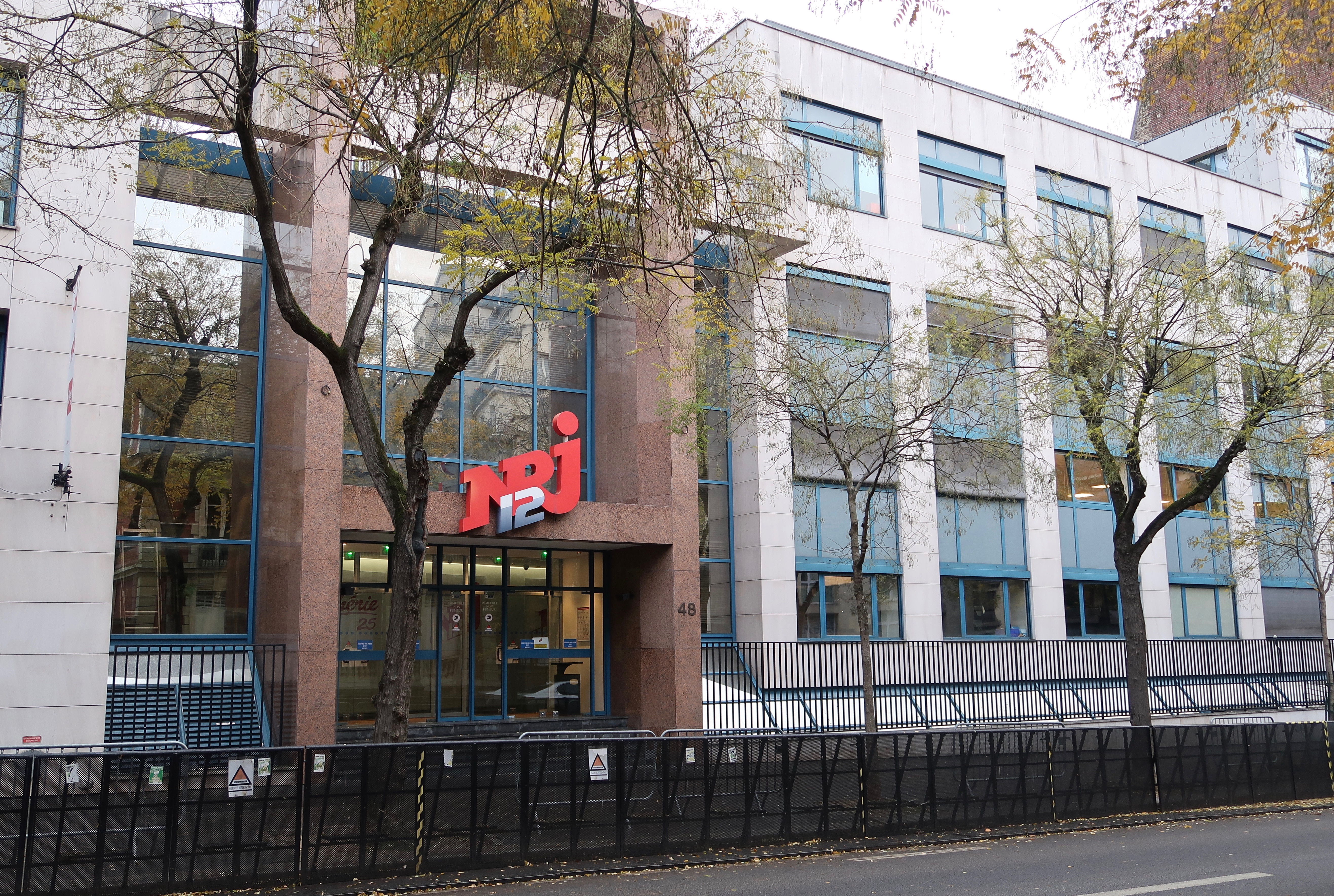
Siège de NRJ 12, 46–50 avenue Théophile-Gautier (16e arrondissement de Paris).

Appelée à l'origine « NRJ TV », ce type de chaîne de télévision est souhaité depuis longtemps par NRJ Group. Le groupe français de radio entend revenir à la télévision, malgré l'échec de son premier coup d'essai en 1986, en association avec l'agence de publicité Publicis et les studio Gaumont, pour créer la première chaîne musicale française TV6, sur le sixième réseau analogique terrestre. TV6 est lancée en février 1986 puis arrêtée  au profit de M6, le samedi 28 février 1987 à minuit, à la suite de l'annulation par le gouvernement de droite de Jacques Chirac, de son contrat de concession antérieurement signé avec l'État français sous le gouvernement de gauche.
Dix huit ans plus tard, Jean-Paul Baudecroux président du conseil de surveillance de NRJ Group et Marc Pallain président de la nouvelle chaîne musicale inaugurent NRJ 12 le 31 mars 2005 à 19 h dès le lancement national de la TNT dans les foyers français. La création de cette nouvelle chaîne, soeur cadette de la station FM NRJ laquelle existe depuis l'année 1981, permet à Jean-Paul Beaudecroux de déclarer que NRJ prend dès lors « une revanche sur le temps, un retour vers le futur… ».

### Développement et audience
À ses débuts, en 2005, la chaîne diffuse principalement des émissions musicales comme La tête dans le clip, Hit NRJ 12, Hit Music Only, Dédi Hit, Tout pour la musique, etc., des séries comme Couleur Pacifique, Code Lisa, Good Morning Miami, Sarah, Susan, etc. ainsi que des mangas comme Gunslinger Girl ou Blue Gender. À partir de 2007, la chaîne abandonne les mangas et les programmes musicaux, au profit de la production de ses propres magazines comme Tellement vrai, Tellement People, Tellement Chic, etc. ainsi que de ses propres programmes de télé-réalité dont les plus notables sont Les Anges, L'Île des vérités, Allô Nabilla, Friends Trip ou Star Academy (uniquement pour la saison 9 intitulée Revolution), etc.[réf. nécessaire]. La chaîne musicale connaît dès lors entre 2007 et 2015, une régulière augmentation de son audience.

### Déclin
En 2015, la direction stratégique de la chaîne entend la transformer pour une programmation plus généraliste. Elle supprime de nombreux programmes historiques magazines et téléréalités puis remercie ses présentateurs vedettes comme Matthieu Delormeau, Clara Morgane et Sébatien Cauet. D'autres animateurs apparaissent parmi lesquels Benjamin Castaldi, Karima Charni ou Valérie Damidot. Mais la mise en place des nouvelles émissions comme Talk Club, Unique au Monde, L'Académie des neuf, Le Labo de Damidot, Face à France et Mission Plus-value s'avère être un échec et ce nouveau directeur des programmes est « remercié » dès la fin d'année. Jean-Paul Baudecroux décide de reprendre la main lui-même et revenir aux « fondamentaux » avec Les Anges, Friends Trip, Le Mad Mag, etc.. Mais ces bouleversements engendrent le premier déclin de la chaîne. De 2018 à 2021, de nouveaux magazines de société comme Héritages, Retrouvailles, Héros, Crimes et Si près de chez vous apparaissent, au détriment de la téléréalité accusant un déclin d'audience et plusieurs polémiques. La chaîne mise aussi sur plus de séries comme Le Transporteur, Influences, The Middle, The Big Bang Theory, Doctor Who, etc. mais cela n'engendre pas d'effet sur les faibles résultats d'audience, année après année.

### Arrêt définitif
Le 12 juillet 2024, NRJ 12 est auditionnée par les membres du collège de l'Arcom dans le cadre du renouvellement de son autorisation d'émettre sur la TNT nationale française dont l'échéance arrive à son terme en 2025,. Le 24 juillet, l'Autorité annonce retirer le canal numérique national alloué à la chaîne, notamment en raison de ses difficultés financières, de la faiblesse de ses audiences et de la médiocrité de ses programmes, constitués quasiment uniquement de rediffusions et de séries étrangères. Sa viabilité économique est remise en question car après vingt années, la chaîne n'a jamais été bénéficiaire. En réaction à cette décision, NRJ 12 indique envisager un recours administratif auprès du Conseil d'État, se prévalant de résultats solides sur le premier semestre 2024. Sa première demande en référé conteste notamment la liste des candidats présélectionnés pour l’attribution des canaux TNT. Ce recours est rejeté en septembre 2024, et sa première demande au fond est déclarée irrecevable, car prématurée, le 22 novembre suivant,. Le 30 décembre 2024, le Conseil d’État rejette la seconde demande en référé, jugeant que la condition d'urgence n'est pas remplie et précise que le recours au fond va être examiné d'ici quelques semaines, avant la mise en œuvre de la décision contestée fin février,.
Le 19 février 2025, le Conseil d’État rejette le recours de NRJ 12,, laquelle doit cesser d’émettre sur la TNT, le 28 février 2025 à minuit,. La chaîne aurait pu poursuivre sa diffusion sur le câble, le satellite, les box TV des opérateurs et les plateformes internet comme Molotov, myCanal mais la direction de la chaîne estime cette option non économiquement viable. La chaîne disparaît dans la soirée du 28 février 2025, après une émission rétrospective finale intitulée 20 ans de grandes émotions, avec une animation d’une mosaïque de logo NRJ 12 passant l’un après l’autre de la couleur rouge, au motif d'un signal progressivement brouillé et noir et blanc, afin de produire l'image d'un écran affichant avec de la « neige », à l'instar d'un signal de télévision analogique interrompu,,. Après avoir définitivement rendu le signal à minuit, le canal 12 de la TNT affiche le message en lettres blanches sur fond noir : «  Un nouveau programme vous sera proposé sur ce canal à compter du 6 juin 2025. ».

### Identité visuelle (logo)

NRJ 12 HD/NRJ 12 3D
Logo de NRJ 12 HD jusqu'au 15 février 2017.
Logo de NRJ 12 3D du 30 septembre 2010 au 31 août 2015.

Replay
Logo de NRJ 12 Replay jusqu'au 31 août 2015.
Logo de NRJ Play depuis juin 2016.

Campagne de soutien
Logo de NRJ 12 pendant sa campagne de soutien du 10 octobre 2024 au 19 février 2025.

Logo du projet NRJ TV en 2004.
Logo de NRJ 12 du 31 mars 2005 au 27 août 2007.
Logo de NRJ 12 du 27 août 2007 au 31 août 2015.
Logo de NRJ 12 du 31 août 2015 au 28 février 2025.

Autres logos

## Programmes
NRJ 12 est une chaîne transgénérationnelle, destinée à un public mixte et familial. Elle propose des divertissements, des magazines de société, des émissions de plateau, des documentaires, des séries, des fictions et du cinéma.

## Organisation

### Dirigeants
Président :
- Jean-Paul Baudecroux

Directeur général et directeur de l'antenne[pertinence contestée] :
- Gérald-Brice Viret (31 mars 2005 – avril 2013)[26]
- Christine Lentz (avril 2013 – octobre 2013)
- Laurent Fonnet (octobre 2013 – septembre 2014)
- Vincent Broussard (septembre 2014 – novembre 2015)
- Guillaume Perrier (2016–2022)
- Stephane Joffre Romeas (2007–2014 & 2016–2018)
- Guénaëlle Troly (juillet 2022–février 2025)

Directrice des programmes de la téléréalité[pertinence contestée] :
- Angela Lorente (2016)

### Capital
L'entreprise NRJ 12 est constituée sous forme d'EURL au capital de 40 000 €, immatriculée le 28 décembre 1995 et détenue par NRJ Group.

### Voix antenne
- Donald Reignoux (2005–2025)
- Richard Darbois (2005–2025)
- Victoria Piscina (2008–2015)
- Romuald Boulanger (2015–2025)

## Audience
D'après Médiamétrie, NRJ 12 est en 2013, la 10e chaîne la plus regardée en France. Toutefois, l'audience commence à baisser dès 2014 pour passer sous la barre des 2 % en 2015. En 2016, NRJ 12 se classe 15e chaîne de France avec 1,7 % ex æquo avec Canal+. En 2021, NRJ 12 se classe 18e chaîne de France avec 1,2 % ex æquo avec Chérie 25 et Gulli.
|      | Janvier | Février | Mars   | Avril  | Mai     | Juin   | Juillet | Août   | Septembre | Octobre | Novembre | Décembre | Moyenne annuelle |
| 2005 |         |         |        |        |         |        |         |        |           |         |          |          |                  |
| 2006 |         |         |        |        |         |        |         |        |           |         |          |          |                  |
| 2007 |         |         |        |        | 0,3 %** | 0,4 %  | 0,4 %   | 0,4 %  | 0,4 %     | 0,5 %   | 0,6 %    | 0,7 %    | 0,4 %**          |
| 2008 | 0,8 %   | 0,9 %   | 0,9 %  | 1,0 %  | 1,0 %   | 1,0 %  | 0,9 %   | 0,9 %  | 1,0 %     | 1,0 %   | 1,0 %    | 1,1 %    | 1,0 %            |
| 2009 | 1,2 %   | 1,4 %   | 1,3 %  | 1,4 %  | 1,4 %   | 1,5 %  | 1,4 %   | 1,4 %  | 1,4 %     | 1,6 %   | 1,6 %    | 1,7 %    | 1,5 %            |
| 2010 | 1,6 %   | 1,7 %   | 1,8 %  | 2,0 %  | 2,1 %   | 2,0 %  | 1,9 %   | 1,8 %  | 1,9 %     | 2,1 %   | 2,0 %    | 1,9 %    | 1,9 %            |
| 2011 | 2,2 %   | 2,2 %   | 2,1 %  | 2,4 %  | 2,4 %   | 2,6 %  | 2,4 %   | 2,7 %* | 2,4 %     | 2,3 %   | 2,3 %    | 2,2 %    | 2,3 %            |
| 2012 | 2,3 %   | 2,4 %   | 2,3 %  | 2,5 %  | 2,6 %   | 2,7 %* | 2,3 %   | 2,2 %  | 2,3 %     | 2,1 %   | 2,3 %    | 2,3 %    | 2,4 %*           |
| 2013 | 2,3 %   | 2,3 %   | 2,5 %  | 2,7 %* | 2,5 %   | 2,4 %  | 1,9 %   | 2,2 %  | 1,9 %     | 2,0 %   | 1,9 %    | 1,8 %    | 2,2 %            |
| 2014 | 1,9 %   | 1,8 %   | 2,0 %  | 2,3 %  | 2,4 %   | 2,1 %  | 2,0 %   | 1,8 %  | 1,7 %     | 1,9 %   | 1,6 %    | 1,6 %    | 1,9 %            |
| 2015 | 1,6 %   | 1,6 %   | 1,8 %  | 2,0 %  | 2,1 %   | 2,0 %  | 1,9 %   | 1,9 %  | 1,7 %     | 1,6 %   | 1,5 %    | 1,7 %    | 1,8 %            |
| 2016 | 1,7 %   | 1,8 %   | 1,8 %  | 2,0 %  | 1,9 %   | 1,9 %  | 1,5 %   | 1,5 %  | 1,5 %     | 1,4 %   | 1,4 %    | 1,5 %    | 1,7 %            |
| 2017 | 1,4 %   | 1,7 %   | 1,7 %  | 1,8 %  | 1,9 %   | 1,9 %  | 1,6 %   | 1,5 %  | 1,5 %     | 1,5 %   | 1,4 %    | 1,4 %    | 1,6 %            |
| 2018 | 1,4 %   | 1,3 %   | 1,4 %  | 1,6 %, | 1,6 %,  | 1,7 %  | 1,3 %,  | 1,3 %, | 1,4 %,    | 1,4 %,  | 1,4 %,   | 1,4 %,   | 1,5 %            |
| 2019 | 1,6 %   | 1,5 %   | 1,5 %  | 1,6 %  | 1,7 %   | 1,8 %  | 1,6 %   | 1,5 %  | 1,4 %     | 1,4 %   | 1,4 %    | 1,5 %    | 1,5 %            |
| 2020 | 1,5 %   | 1,2 %,  | 1,2 %, | 1,2 %, | 1,2 %,  | 1,4 %, | 1,4 %,  | 1,3 %, | 1,3 %,    | 1,3 %,  | 1,3 %,   | 1,3 %,   | 1,3 %            |
| 2021 | 1,2 %   | 1,1 %,  | 1,1 %, | 1,2 %, | 1,2 %,  | 1,3 %  | 1,2 %,  | 1,2 %, | 1,3 %     | 1,2 %   | 1,3 %,   | 1,3 %,   | 1,2 %            |
| 2022 | 1,2 %   | 1,1 %,  | 1,1 %, | 1,1 %, | 1,1 %,  | 1,2 %  | 1,1 %   | 1,2 %  | 1,0 %,    | 1,0 %,  | 1,0 %,   | 1,1 %    | 1,1 %            |
| 2023 | 1,0 %,  | 1,0 %,  | 1,0 %, | 1,0 %, | 1,0 %,  | 1,0 %, | 1,0 %,  | 1,2 %  | 0,9 %     | 1,0 %,  | 1,0 %,   | 1,0 %,   | 1,0 %            |
| 2024 | 0,7 %   | 0,9 %   | 0,8 %  | 0,9 %, | 0,9 %,  | 0,9 %, | 0,8 %   | 0,9 %  | 0,8 %     | 0,8 %,  | 0,8 %,   | 1,0 %    | 0,9 %            |
| 2025 | 1,0 %   | 0,7 %   |        |        |         |        |         |        |           |         |          |          | 0,9 %            |

Source : Médiamétrie
Légende :
* : maximum historique.
** : minimum historique.
Meilleur score mensuel de l'année.
Moins bon score mensuel de l'année.

## Animateurs
- Jean-Pascal Lacoste (2006–2009)
- Matthieu Delormeau (2007–2015)[101]
- Clara Morgane (2007–2014)[102]
- Camille Combal (2008)
- Joy Esther (2008)
- Frédéric Joly (2008 et 2016)
- Jérémy Michalak (2008–2010)
- Florian Gazan (2008)
- Bruno Guillon (2008)
- Arnaud Lemaire (2008–2009)
- Laurent Ournac (2008–2009)
- Rachel Legrain-Trapani (2008–2009)
- David Ginola (2009)
- Max Boublil (2009)
- Romain Migdalski (2009–2011)
- Mustapha El Atrassi (2009–2012)
- Cyprien Iov (2010–2011)
- Anne Denis (2010–2012)
- Sébastien Cauet (2011–2014 et 2020–2023)
- Patrice Laffont (2011)
- Jeny Priez (2011–2012)[103]
- Stéphane Jobert (2011–2015)
- Benoît Dubois (2011–2018 et 2025)
- Caroline Receveur (2011–2014)
- Ayem Nour (2012–2014, 2016–2018 et 2025)
- Capucine Anav (2012–2016)
- Carina Hassein Bey (2012–2013)
- Caroline Boutier (2012–2013)
- Jean Marc Morandini (2012–2016 et 2018–2022)
- Tonya Kinzinger (2012–2013)
- Julie Raynaud (2013)
- Éric Dussart (2013)
- Pascal Soetens (2014–2017)
- Cyril Viguier (2014)
- Erika Moulet (2014–2015)
- Manu Levy (2014–2015)
- Adrien Rohard (2014–2016)
- Anne-Gaëlle Riccio (2014–2016)[104]
- Valérie Damidot (2015)
- Benjamin Castaldi (2015)
- Karima Charni (2015)
- Martial Bétirac (2015–2016)
- Amelie Neten (2016)
- Emilie Picch (2016–2018)
- Alexandra Holzhammer (2017)
- Valérie Aparicio (2017)
- Salomé Lagresle (2017)
- Laura Olivier (2017)
- Malika Ménard (2017)
- Aymeric Bonnery (2017–2019 et 2025)
- Camille Cerf (2017–2020)
- Benjamin Machet (2018)
- Ellen Batelaan (2018)
- Camille Lacourt (2019–2020)
- Évelyne Thomas (2019–2020)
- Marie Solis (2019–2020)
- Bruno Robles (2022–2025)
- Keen'v (2024)
- Louis Daubé (2024–2025)
- Double F (2024–2025)
- Stéphanie Catanzano (2024–2025)

## Diffusion

### Hertzien numérique
En France, dès le 31 mars 2005, NRJ 12 est retransmise en clair à la norme DVB-T, dans la bande UHF, au format vidéo numérique MPEG-2 (SDTV) sur le multiplex R6 de la TNT par les opérateurs techniques privés TDF, Towercast et OneCast. A partir du 5 avril 2016, la chaîne adopte la diffusion au format MPEG-4 (HDTV), sur le même multiplex R6.
En Andorre à partir du 25 septembre 2007,la chaîne  NRJ 12 est diffusée en clair à la norme DVB-T, dans la bande UHF, au format vidéo numérique MPEG-2 (SDTV) sur le multiplex du canal UHF 36 de la télévision numérique terrestre (TDT) de la Principauté d'Andorre par Andorra Telecom.

### Câble
NRJ 12 est accessible sur les réseaux câblés français Numericable, monégasque (Monaco Télécom) et suisses (Cablecom, Naxoo et City TV). On note que le réseau Numéricable distribue aussi NRJ 12 HD.

### Satellite
Initialement NRJ 12 est retransmise par satellite en crypté sur les bouquets payants Bis Télévisions (Hot-Bird sur 11,681 GHz, H, 27500, 3/4), Canalsat (Astra 1 sur 11,856 GHz, V, 27500, 3/4) et sur les déclinaisons ultramarines (CanalSat Caraïbes et CanalSat Réunion), la TV d'Orange et la TV d'Orange Caraïbe. La chaîne fait également partie de l'offre gratuite FRANSAT (en HD via Eutelsat 5 West A) et TNTSAT (en HD via Astra 1) permettant de recevoir les chaînes de la TNT par satellite, sans abonnement sur l'ensemble du territoire métropolitain français, Corse comprise.

### Télévision IP
NRJ 12 est retransmise en Haute Définition sur tous les bouquets de télévision IP par ADSL et FTTH en France (Freebox TV, Alice, la TV d'Orange, le Bouquet TV de SFR, BBox TV, Dartybox, Box Mediaserv et OnlyBox) et aussi disponible en 3D à partir du 30 septembre 2010 en exclusivité sur le réseau Freebox TV.

### Application pour smartphone
L'application NRJ 12 pour iOS et Android a permis de visionner la chaîne en direct 24/24h et de revoir les meilleurs programmes sur NRJ 12 Replay. NRJ 12 a été aussi accessible en flux vidéo gratuit sur son site Internet et grâce à son service NRJ 12 Replay.